# Marquesado de Moragas
El marquesado de Moragas fue un título nobiliario pontificio creado por el papa Pío IX el 1 de febrero de 1876 a favor de María de la Consolación de Moragas y de la Quintana -viuda de Joaquín Castañer, y de José Rufino Vidal y Nadal- y a favor de su hija María de la Consolación Vidal y de Moragas, y de los descendientes de esta en la línea primogénita y masculina.
Su denominación se refiere al apellido familiar. 
Su uso en España fue autorizado por el rey Alfonso XII mediante Real Autorización de fecha 18 de mayo de 1876.

## Marqueses de Moragas
| I              | María de la Consolación de Moragas y de la Quintana | 1876-1904 |
| II             | María de la Consolación Vidal y de Moragas          | 1904-1948 |
| Título extinto |                                                     |           |

## Historia de los marqueses de Moragas
- María de la Consolación de Moragas y de la Quintana (26 de septiembre de 1828 - 9 de febrero de 1904), I marquesa de Moragas.

1. Casó en primeras nupcias con Joaquín Castañer.
2. Casó en segundas nupcias, el 6 de marzo de 1861, con José Rufino Vidal y Nadal, de cuyo matrimonio nació su hija María de la Consolación Vidal y de Moragas.

Le sucedió su hija, a tenor de los dispuesto en el Breve de Pio IX de constitución del título (1 de febrero de 1876), y autorización de su uso en España por Real Autorización de fecha 30 de julio de 1904:
- María de la Consolación Vidal y de Moragas[4] (4 de enero de 1862 - 8 de octubre de 1948), II marquesa de Moragas,  I marquesa de Gelida

1. Casó, el 23 de abril de 1880, con Joaquín Jover y Costas (1854-1922),[5]  I marqués de Gelida, propietario de la naviera "Hijos de J. Jover Serra"[6] y de la fábrica papelera "La Gelidense", en el municipio de Gelida (Barcelona).

De cuyo matrimonio nació su hija Consuelo Jover y Vidal (29 de enero de 1881 - 10 de agosto de 1957), esposa -1901- de Eusebio Güell y López (31 de diciembre de 1877 - 3 de julio de 1955),  II vizconde de Güell.
Sin sucesión, pues el Acto constitutivo del título establecía la sucesión en la línea primogénita y masculina de María de la Consolación Vidal y Moragas, condición que no se dio.

## Blasón
«En campo de oro, un árbol de sinople, terrasado de lo mismo; bordura de plata, con ocho armiños de sable.»